# 松本清張賞
松本清張賞（まつもとせいちょうしょう）は、1992年（平成4年）に死去した松本清張の業績を記念して1993年（平成5年）に創設された、良質な長篇エンターテインメント小説（第11回以降。第10回以前に関しては後述）を表彰する公募の文学賞。公益財団法人日本文学振興会が主催、文藝春秋が運営する。

## 概要
選考会は各年4月に開催され、現在は『オール讀物』6月号誌上で受賞発表される。贈呈式は6月に開催され、受賞者には正賞として時計、副賞として500万円が授与される。また、受賞作は文藝春秋から単行本として刊行される（創設当初から2007年までは『文藝春秋』7月号誌上で受賞作が発表された）。
第1回（1994年）から第5回（1998年）までは短編を募集していたが、第6回（1999年）からは長篇作品を募集している。また、当初は「広義の推理小説又は、歴史・時代小説」を対象にしていたが、第11回（2004年）以降は「ジャンルを問わぬ良質の長篇エンターテインメント小説」を対象としている。

## 受賞作一覧
- 特記がなければ、初刊は文藝春秋、文庫は文春文庫刊。

### 第1回から第5回
- 短編（推理小説または歴史・時代小説）を募集。
- 受賞作は同題の短編集に収録され、文藝春秋より刊行されている。

| 回（年）          | 応募総数 | 賞   | 受賞者     | 受賞作                     | 初刊       | 文庫化     |
| ----------------- | -------- | ---- | ---------- | -------------------------- | ---------- | ---------- |
| 第1回（1994年度） | 1136編   | 受賞 | 葉治英哉   | 「またぎ物見隊顛末」       | 1994年8月  | 2010年9月  |
| 第1回（1994年度） | 1136編   | 候補 | 乙川優三郎 | 「穴惑い」                 |            |            |
| 第1回（1994年度） | 1136編   | 候補 | 高橋直樹   | 「悲刃」                   |            |            |
| 第1回（1994年度） | 1136編   | 候補 | 永井義男   | 「螢狩り殺人事件」         |            |            |
| 第1回（1994年度） | 1136編   | 候補 | 松浪和夫   | 「キャデイヴァー・ドナー」 |            |            |
| 第1回（1994年度） | 1136編   | 候補 | 柚木亮二   | 「昏い通路」               |            |            |
| 第1回（1994年度） | 1136編   | 候補 | 若松忠男   | 「セピア色の視線」         |            |            |
| 第2回（1995年度） | 805編    | 受賞 | 受賞作なし | 受賞作なし                 | 受賞作なし | 受賞作なし |
| 第2回（1995年度） | 805編    | 佳作 | 岡島伸吾   | 「さざんか」               |            |            |
| 第2回（1995年度） | 805編    | 候補 | 青山瞑     | 「石の絆」                 |            |            |
| 第2回（1995年度） | 805編    | 候補 | 佐々木基成 | 「源五憂悶」               |            |            |
| 第2回（1995年度） | 805編    | 候補 | 清水風慈   | 「影踏み」                 |            |            |
| 第2回（1995年度） | 805編    | 候補 | 霜月烈     | 「寒月」                   |            |            |
| 第2回（1995年度） | 805編    | 候補 | 村雨貞郎   | 「人食い」                 |            |            |
| 第3回（1996年度） | 861編    | 受賞 | 森福都     | 「長安牡丹花異聞」         | 1997年4月  | 2005年7月  |
| 第3回（1996年度） | 861編    | 候補 | 伊藤日出造 | 「作左衛門の出府」         |            |            |
| 第3回（1996年度） | 861編    | 候補 | 岡田義之   | 「月待岬」                 |            |            |
| 第3回（1996年度） | 861編    | 候補 | 永井義男   | 「天保糞尿伝」             |            |            |
| 第3回（1996年度） | 861編    | 候補 | 柚木亮二   | 「一億三千万円のアリバイ」 |            |            |
| 第3回（1996年度） | 861編    | 候補 | 佐々木基成 | 「仙十郎の義」             |            |            |
| 第4回（1997年度） | 755編    | 受賞 | 村雨貞郎   | 「マリ子の肖像」           | 1998年4月  |            |
| 第4回（1997年度） | 755編    | 候補 | 柚木亮二   | 「逆転無罪」               |            |            |
| 第4回（1997年度） | 755編    | 候補 | 佐佐木邦子 | 「オシラ祭文」             |            |            |
| 第4回（1997年度） | 755編    | 候補 | 松浦潤一郎 | 「流罪」                   |            |            |
| 第5回（1998年度） | 770編    | 受賞 | 横山秀夫   | 「陰の季節」               | 1998年10月 | 2001年10月 |
| 第5回（1998年度） | 770編    | 候補 | 新井政彦   | 「シリウスの雨」           |            |            |
| 第5回（1998年度） | 770編    | 候補 | 河井良夫   | 「代役」                   |            |            |
| 第5回（1998年度） | 770編    | 候補 | 竹内大     | 「公事だくみ」             |            |            |
| 第5回（1998年度） | 770編    | 候補 | 大内曜子   | 「理由」                   |            |            |

### 第6回から第10回
- 長編（推理小説または歴史・時代小説）を募集。

| 回（年）           | 応募総数 | 賞   | 受賞者     | 受賞作                            | 初刊       | 文庫化     |
| ------------------ | -------- | ---- | ---------- | --------------------------------- | ---------- | ---------- |
| 第6回（1999年度）  | 299編    | 受賞 | 島村匠     | 「芳年冥府彷徨」                  | 1999年6月  |            |
| 第6回（1999年度）  | 299編    | 候補 | 桜井正雄   | 「夢の男」                        |            |            |
| 第6回（1999年度）  | 299編    | 候補 | 大野由布   | 「汚れた白衣」                    |            |            |
| 第6回（1999年度）  | 299編    | 候補 | 潮田重八郎 | 「朱い渦」                        |            |            |
| 第7回（2000年度）  | 378編    | 受賞 | 明野照葉   | 「輪（RINKAI）廻」                | 2000年6月  | 2003年11月 |
| 第7回（2000年度）  | 378編    | 候補 | 飯倉章     | 「ペルソナたちの夏」              |            |            |
| 第7回（2000年度）  | 378編    | 候補 | 大野由布   | 「緑の剣」                        |            |            |
| 第7回（2000年度）  | 378編    | 候補 | 三咲光郎   | 「曠野の涯て」                    |            |            |
| 第8回（2001年度）  | 314編    | 受賞 | 三咲光郎   | 「群蝶の空」                      | 2001年6月  |            |
| 第8回（2001年度）  | 314編    | 候補 | 大野由布   | 「異植」                          |            |            |
| 第8回（2001年度）  | 314編    | 候補 | 北重人     | 「蒼火」                          | 2005年11月 | 2008年11月 |
| 第8回（2001年度）  | 314編    | 候補 | 六車脩平   | 「Xの恋人」                       |            |            |
| 第9回（2002年度）  | 286編    | 受賞 | 山本音也   | 「ひとは化けもん われも化けもん」 | 2002年6月  | 2005年8月  |
| 第9回（2002年度）  | 286編    | 候補 | 福井康雄   | 「毒婦伝説」                      |            |            |
| 第9回（2002年度）  | 286編    | 候補 | 六車脩平   | 「ハーフ・ムーン」                |            |            |
| 第9回（2002年度）  | 286編    | 候補 | 山下一二三 | 「長安の古文書」                  |            |            |
| 第10回（2003年度） | 347編    | 受賞 | 岩井三四二 | 「月ノ浦惣庄公事置書」            | 2003年6月  | 2006年4月  |
| 第10回（2003年度） | 347編    | 候補 | 大石直紀   | 「ファルナースに捧ぐ」            |            | 2004年11月 |
| 第10回（2003年度） | 347編    | 候補 | 高橋俊一   | 「雪の黒白」                      |            |            |
| 第10回（2003年度） | 347編    | 候補 | 矢元竜     | 「火縄銃」                        |            |            |

### 第11回から第20回
- 長編エンターテインメント作品を募集。

| 回（年）           | 応募総数 | 賞   | 受賞者     | 受賞作                            | 初刊       | 文庫化     |
| ------------------ | -------- | ---- | ---------- | --------------------------------- | ---------- | ---------- |
| 第11回（2004年度） | 892編    | 受賞 | 山本兼一   | 「火天の城」                      | 2004年6月  | 2007年6月  |
| 第11回（2004年度） | 892編    | 候補 | 北重人     | 「天明、彦十店始末」              | 2004年12月 | 2008年1月  |
| 第11回（2004年度） | 892編    | 候補 | 田村正之   | 「夏の光」                        |            |            |
| 第11回（2004年度） | 892編    | 候補 | 樋上拓郎   | 「そしてクジラは眠る」            |            |            |
| 第12回（2005年度） | 582編    | 受賞 | 城野隆     | 「一枚摺屋」                      | 2005年6月  | 2008年6月  |
| 第12回（2005年度） | 582編    | 候補 | 北林一光   | 「幻の山」                        | 2007年11月 | 2010年12月 |
| 第12回（2005年度） | 582編    | 候補 | 倉石歩     | 「プリテンダー」                  |            |            |
| 第12回（2005年度） | 582編    | 候補 | 桜木紫乃   | 「霧灯」                          |            |            |
| 第13回（2006年度） | 397編    | 受賞 | 広川純     | 「一応の推定」                    | 2006年6月  | 2009年6月  |
| 第13回（2006年度） | 397編    | 候補 | 指方恭一郎 | 「商寇一人なり」                  |            |            |
| 第13回（2006年度） | 397編    | 候補 | 廣瀬昇     | 「狙撃兵」                        |            |            |
| 第13回（2006年度） | 397編    | 候補 | 山田健     | 「東京北目黒 エンガチョ自然農園」 |            |            |
| 第14回（2007年度） | 393編    | 受賞 | 葉室麟     | 「銀漢の賦」                      | 2007年7月  | 2010年2月  |
| 第14回（2007年度） | 393編    | 候補 | 荒川勝利   | 「空の青さを君は知らない」        |            |            |
| 第14回（2007年度） | 393編    | 候補 | 指方恭一郎 | 「擾乱の花」                      |            |            |
| 第14回（2007年度） | 393編    | 候補 | 達了       | 「ルトラ」                        |            |            |
| 第15回（2008年度） | 378編    | 受賞 | 梶よう子   | 「一朝の夢」                      | 2008年6月  | 2011年10月 |
| 第15回（2008年度） | 378編    | 候補 | 奥山景布子 | 「びいどろの火」                  | 2011年5月  |            |
| 第15回（2008年度） | 378編    | 候補 | 桜坂豪     | 「光は闇を好むとて」              |            |            |
| 第15回（2008年度） | 378編    | 候補 | 松田美智子 | 「海馬の恋」                      |            |            |
| 第16回（2009年度） | 410編    | 受賞 | 牧村一人   | 「アダマースの饗宴」              | 2009年7月  | 2012年12月 |
| 第16回（2009年度） | 410編    | 候補 | 本城雅人   | 「ノーバディーノウズ」            | 2009年8月  | 2013年1月  |
| 第16回（2009年度） | 410編    | 候補 | 三好昌子   | 「朧烏」                          |            |            |
| 第16回（2009年度） | 410編    | 候補 | 村木嵐     | 「春の空風」                      |            |            |
| 第17回（2010年度） | 472編    | 受賞 | 村木嵐     | 「マルガリータ」                  | 2010年6月  | 2013年6月  |
| 第17回（2010年度） | 472編    | 候補 | 伊兼源太郎 | 「花火の痕」                      |            |            |
| 第17回（2010年度） | 472編    | 候補 | 指方恭一郎 | 「臥龍」                          |            |            |
| 第17回（2010年度） | 472編    | 候補 | 立花水馬   | 「天上に鳴る金剛鈴」              |            |            |
| 第18回（2011年度） | 426編    | 受賞 | 青山文平   | 「白樫の樹の下で」                | 2011年6月  | 2013年12月 |
| 第18回（2011年度） | 426編    | 候補 | 小嶋貴裕   | 「このはなのさく」                |            |            |
| 第18回（2011年度） | 426編    | 候補 | 立花水馬   | 「海翔ける」                      |            |            |
| 第18回（2011年度） | 426編    | 候補 | 丸山正樹   | 「デフ・ボイス」                  | 2011年7月  | 2015年8月  |
| 第19回（2012年度） | 521編    | 受賞 | 阿部智里   | 「烏に単は似合わない」            | 2012年6月  | 2014年6月  |
| 第19回（2012年度） | 521編    | 候補 | 沢村鐵     | 「フロスティ・グレイの肖像」      |            |            |
| 第19回（2012年度） | 521編    | 候補 | 増山実     | 「いつの日か来た道」              | 2013年12月 | 2015年11月 |
| 第19回（2012年度） | 521編    | 候補 | 三好昌子   | 「空蝉の夢」                      |            |            |
| 第20回（2013年度） | 595編    | 受賞 | 山口恵以子 | 「月下上海」                      | 2013年6月  | 2015年6月  |
| 第20回（2013年度） | 595編    | 候補 | 黒澤主計   | 「スリップリー・スロープ」        |            |            |
| 第20回（2013年度） | 595編    | 候補 | 三宅登茂子 | 「聖天供養」                      |            |            |
| 第20回（2013年度） | 595編    | 候補 | 三好昌子   | 「群青の闇」                      |            |            |

### 第21回から第30回
| 回（年）           | 応募総数 | 賞   | 受賞者       | 受賞作                                      | 初刊      | 文庫化    |
| ------------------ | -------- | ---- | ------------ | ------------------------------------------- | --------- | --------- |
| 第21回（2014年度） | 588編    | 受賞 | 未須本有生   | 「推定脅威」                                | 2014年6月 | 2016年6月 |
| 第21回（2014年度） | 588編    | 候補 | 赤神諒       | 「猛き名をとどめん」                        |           |           |
| 第21回（2014年度） | 588編    | 候補 | 佐藤友美     | 「鰹島十景」                                |           |           |
| 第21回（2014年度） | 588編    | 候補 | 三宅登茂子   | 「二百年の輪廻」                            |           |           |
| 第22回（2015年度） | 608編    | 受賞 | 額賀澪       | 「屋上のウインドノーツ」                    | 2015年6月 | 2017年6月 |
| 第22回（2015年度） | 608編    | 候補 | 榎本まう     | 「所詮、ガス栓に火を点けるだけの人生」      |           |           |
| 第22回（2015年度） | 608編    | 候補 | 柳井政和     | 「T2」                                      |           |           |
| 第22回（2015年度） | 608編    | 候補 | 隆麻生       | 「怨空華」                                  |           |           |
| 第23回（2016年度） | 709編    | 受賞 | 蜂須賀敬明   | 「待ってよ」                                | 2016年6月 | 2018年6月 |
| 第23回（2016年度） | 709編    | 候補 | 阿野冠       | 「イマジン」                                |           |           |
| 第23回（2016年度） | 709編    | 候補 | 香月夕花     | 「Anchor Me」                               |           |           |
| 第23回（2016年度） | 709編    | 候補 | 柳井政和     | 「バックドア」                              | 2016年8月 |           |
| 第24回（2017年度） | 661編    | 受賞 | 滝沢志郎     | 「明治乙女物語」                            | 2017年7月 | 2019年6月 |
| 第24回（2017年度） | 661編    | 候補 | 阿野冠       | 「暗殺の森」                                |           |           |
| 第24回（2017年度） | 661編    | 候補 | 内山りょう   | 「背徳の鍵」                                |           |           |
| 第24回（2017年度） | 661編    | 候補 | 夏山かほる   | 「天人哀想」                                |           |           |
| 第25回（2018年度） | 538編    | 受賞 | 川越宗一     | 「天地に燦たり」                            | 2018年7月 | 2020年6月 |
| 第25回（2018年度） | 538編    | 候補 | 麻宮好       | 「かぎろひ」                                |           |           |
| 第25回（2018年度） | 538編    | 候補 | 阿野冠       | 「ジュリー」                                |           |           |
| 第25回（2018年度） | 538編    | 候補 | 黒澤主計     | 「我が名はベシャメール」                    |           |           |
| 第26回（2019年度） | 677編    | 受賞 | 坂上泉       | 「明治大阪へぼ侍 西南戦役遊撃壮兵実記」     | 2019年7月 | 2021年6月 |
| 第26回（2019年度） | 677編    | 候補 | 青木海斗     | 「かしられ島」                              |           |           |
| 第26回（2019年度） | 677編    | 候補 | 水上広美     | 「タクト！」                                |           |           |
| 第26回（2019年度） | 677編    | 候補 | 山中ミチル   | 「青い刺繍」                                |           |           |
| 第27回（2020年度） | 644編    | 受賞 | 千葉ともこ   | 「震雷の人」                                | 2020年9月 | 2022年6月 |
| 第27回（2020年度） | 644編    | 候補 | 相澤優一     | 「LOST PLAYERS」                            |           |           |
| 第27回（2020年度） | 644編    | 候補 | 杉浦昭嘉     | 「ゴールドバック」                          |           |           |
| 第27回（2020年度） | 644編    | 候補 | 山中ミチル   | 「珠の子供」                                |           |           |
| 第28回（2021年度） | 748編    | 受賞 | 波木銅       | 「万事快調（オール・グリーンズ）」          | 2021年7月 | 2023年6月 |
| 第28回（2021年度） | 748編    | 候補 | いとうきぬこ | 「心ノ錨」                                  |           |           |
| 第28回（2021年度） | 748編    | 候補 | 不動青依     | 「ラストピース」                            |           |           |
| 第28回（2021年度） | 748編    | 候補 | 古川雅春     | 「明日（あす）には忘れる」                  |           |           |
| 第29回（2022年度） | 757編    | 受賞 | 天城光琴     | 「凍る草原に鐘は鳴る」                      | 2022年7月 | 2024年6月 |
| 第29回（2022年度） | 757編    | 候補 | 石野莉子     | 「潜龍（せんりょう）の月」                  |           |           |
| 第29回（2022年度） | 757編    | 候補 | 川村映       | 「槐（えんじゅ）に朽ちる」                  |           |           |
| 第29回（2022年度） | 757編    | 候補 | 森バジル     | 「ニゲラ」                                  |           |           |
| 第30回（2023年度） | 677編    | 受賞 | 森バジル     | 「ノウイットオール あなただけが知っている」 | 2023年7月 |           |
| 第30回（2023年度） | 677編    | 候補 | 岩渕涼       | 「誰が為に星は降る」                        |           |           |
| 第30回（2023年度） | 677編    | 候補 | 川窪ゆか     | 「八丁堀の七不思議」                        |           |           |
| 第30回（2023年度） | 677編    | 候補 | 榛野文美     | 「埋火（うずみび）」                        |           |           |

### 第31回から
| 回（年）           | 応募総数 | 賞   | 受賞者       | 受賞作                                      | 初刊      | 文庫化 |
| ------------------ | -------- | ---- | ------------ | ------------------------------------------- | --------- | ------ |
| 第31回（2024年度） | 685編    | 受賞 | 井上先斗     | 「イッツ・ダ・ボム」                        | 2024年9月 |        |
| 第31回（2024年度） | 685編    | 候補 | 岩渕涼       | 「もも」                                    |           |        |
| 第31回（2024年度） | 685編    | 候補 | 城戸川りょう | 「高宮麻綾の引継書」                        | 2025年3月 |        |
| 第31回（2024年度） | 685編    | 候補 | 榛野文美     | 「エゴイストは誰か」                        |           |        |
| 第32回（2025年度） | 605編    | 受賞 | 住田祐       | 「白鷺（はくろ）立つ」                      |           |        |
| 第32回（2025年度） | 605編    | 候補 | 岩渕涼       | 「インフラ」                                |           |        |
| 第32回（2025年度） | 605編    | 候補 | 笹目いく子   | 「花の宿り」                                |           |        |
| 第32回（2025年度） | 605編    | 候補 | 藤戸まちか   | 「症例I（アイ）とタイトロープ・ドリーマー」 |           |        |

## 選考委員
- 第1回：阿刀田高、井上ひさし、佐野洋、津本陽、藤沢周平
- 第2回：阿刀田高、井上ひさし、佐野洋、津本陽
- 第3回 - 第5回：阿刀田高、井上ひさし、佐野洋、高橋克彦、津本陽
- 第6回 - 第10回：長部日出雄、佐野洋、白石一郎、高橋克彦、夏樹静子
- 第11回 - 第14回：浅田次郎、伊集院静、大沢在昌、宮部みゆき、夢枕獏
- 第15回：伊集院静、大沢在昌、桐野夏生、宮部みゆき、夢枕獏
- 第16回 - 第18回：伊集院静、大沢在昌、桐野夏生、小池真理子、夢枕獏
- 第19回 - 第20回：石田衣良、北村薫、小池真理子、桜庭一樹、山本兼一
- 第21回：石田衣良、北村薫、小池真理子、桜庭一樹、葉室麟
- 第22回：石田衣良、角田光代、北村薫、桜庭一樹、葉室麟
- 第23回：石田衣良、角田光代、桜庭一樹、葉室麟、三浦しをん
- 第24回：石田衣良、角田光代、中島京子、葉室麟、三浦しをん
- 第25回 - 第26回：角田光代、京極夏彦、中島京子、東山彰良、三浦しをん
- 第27回：京極夏彦、辻村深月、中島京子、東山彰良、三浦しをん
- 第28回：京極夏彦、辻村深月、中島京子、東山彰良、森絵都
- 第29回：京極夏彦、辻村深月、東山彰良、森絵都、森見登美彦
- 第30回 - 第31回：阿部智里、辻村深月、森絵都、森見登美彦、米澤穂信
- 第32回：阿部智里、小川哲、森絵都、森見登美彦、米澤穂信
- 第33回：阿部智里、一穂ミチ、小川哲、湊かなえ、森見登美彦